# Bois (Francia)
Bois è un comune francese di 644 abitanti situato nel dipartimento della Charente Marittima nella regione della Nuova Aquitania.
Il territorio comunale è bagnato dal fiume Seudre.

## Società

### Evoluzione demografica
Abitanti censiti